# Женитьба Бальзаминова (фильм, 1989)
«Женитьба Бальзаминова» — телевизионный фильм-балет, созданный в 1989 году режиссёром Александром Белинским по мотивам трилогии Александра Островского о чиновнике Михаиле Бальзаминове: «Праздничный сон — до обеда», «Свои собаки грызутся, чужая не приставай», «За чем пойдёшь, то и найдёшь (Женитьба Бальзаминова)».
Хореографическая фантазия, снятая в жанре музыкальной комедии, где балетные сцены в исполнении артистов 
Театра имени Кирова чередуются с драматическими.

## История
Музыкальная партитура к фильму написана композитором Валерием Гаврилиным. Вместе с Белинским они уже создали «Анюту» для Екатерины Максимовой (1982), однако теперь Гаврилин был тяжело болен (он недавно перенёс инфаркт) и не верил в свои силы. Белинский смог вдохновить композитора на работу и после премьеры назвал себя «лучшим терапевтом из кинорежиссёров». Последней их совместной работой стал телефильм «Провинциальный бенефис» (1993).

## Описание
Благодаря слаженному творческому союзу режиссёра и композитора фильму присуща стилистическая целостность. Сочетая народный колорит и стилизацию с жанровыми мотивами, Гаврилин создал партитуру, идеально подошедшую к сюжетам и юмору Островского. Музыка обладает танцевальностью и мелодическим разнообразием.  
Благодаря музыке и постановочному решению хореография выглядит живой и естественной; герои существуют в танце. Хореограф Олег Тимуршин действовал в рамках режиссёрской концепции. Не изобретая собственного танцевального языка, он удачно сочетал элементы русского характерного танца с парафразами движений из балетов Юрия Григоровича и Леонида Якобсона. 
Фильм наполнен одновременно танцем и актёрской игрой. Маргарита Куллик показала в своей роли как балетную виртуозность, так и комическое дарование. Живой целостный образ создала Татьяна Квасова.

## Создатели
- Сценарист и режиссёр-постановщик — Александр Белинский
- Композитор — Валерий Гаврилин
- Оператор-постановщик — Эдуард Розовский
- Художник — Наталья Васильева
- Балетмейстер — Олег Тимуршин
- Дирижёр — Виктор Федотов
- Звукорежиссёр — Эдуард Ванунц
- Симфонический оркестр театра им. С. М. Кирова

## В ролях
- Дмитрий Симкин — Бальзаминов
- Маргарита Куллик — Устя
- Елена Алексеева
- Игорь Соловьёв
- Татьяна Квасова — Сваха
- Николай Ковмир — Неуедёнов
- Анатолий Гридин — Генерал
- Екатерина Муравьёва

## На балетной сцене
В 1990 году в Новосибирском театре оперы и балета на музыку Валерия Гаврилина к фильму был поставлен балет-водевиль «Женитьба Бальзаминова». Либретто, режиссура и хореография Вадима Бударина, оформление художника В. Фёдорова; спектакль шёл под фонограмму. В 1992 году балет был перенесён на сцену Чувашского театра оперы и балета; постановка удостоена приза Чувашского СТД «Лучший спектакль года», в 2008 году возобновлена.